# Карасаз (Райимбецький район)
Караса́з (каз. Қарасаз) — село у складі Райимбецького району Алматинської області Казахстану. Адміністративний центр Карасазького сільського округу.
Населення — 1869 осіб (2021; 2250 у 2009, 2685 у 1999, 2798 у 1989).

## Відомі особистості
В поселенні народився:
- Мукагалі Макатаєв (1931—1976) — казахський радянський поет, письменник і перекладач.